# Melzi
Melzi (łac. Diocesis Melzitanus) – stolica historycznej diecezji w Cesarstwie rzymskim w prowincji Afryka Prokonsularna, sufragania metropolii Kartagina. Współcześnie w Tunezji. Obecnie katolickie biskupstwo tytularne.

## Biskupi tytularni
| Lp. | Biskup          | Funkcja                                                       | Od               | Do               |
| --- | --------------- | ------------------------------------------------------------- | ---------------- | ---------------- |
| 1   | József Cserháti | biskup pomocniczy Pécs (Węgry)                                | 15 września 1964 | 10 stycznia 1969 |
| 2   | Cleto Bellucci  | biskup pomocniczy Tarentu arcybiskup koadiutor Fermo (Włochy) | 15 marca 1969    | 21 czerwca 1976  |
| 3   | Johannes Kapp   | biskup pomocniczy Fuldy (Niemcy)                              | 8 lipca 1976     | 22 września 2018 |
| 4   | Guy Desrochers  | biskup pomocniczy Alexandria-Cornwall (Kanada)                | 12 grudnia 2018  | 6 maja 2020      |